# AquaCity Pikes
Az AquaCity Pikes egy szlovák jégkorongcsapat volt Poprádon. A klub a másodosztályú TIPOS Slovenská hokejová ligában játszott a HK Poprad betétcsapataként egy évig, a 2023-2024-es szezonban.

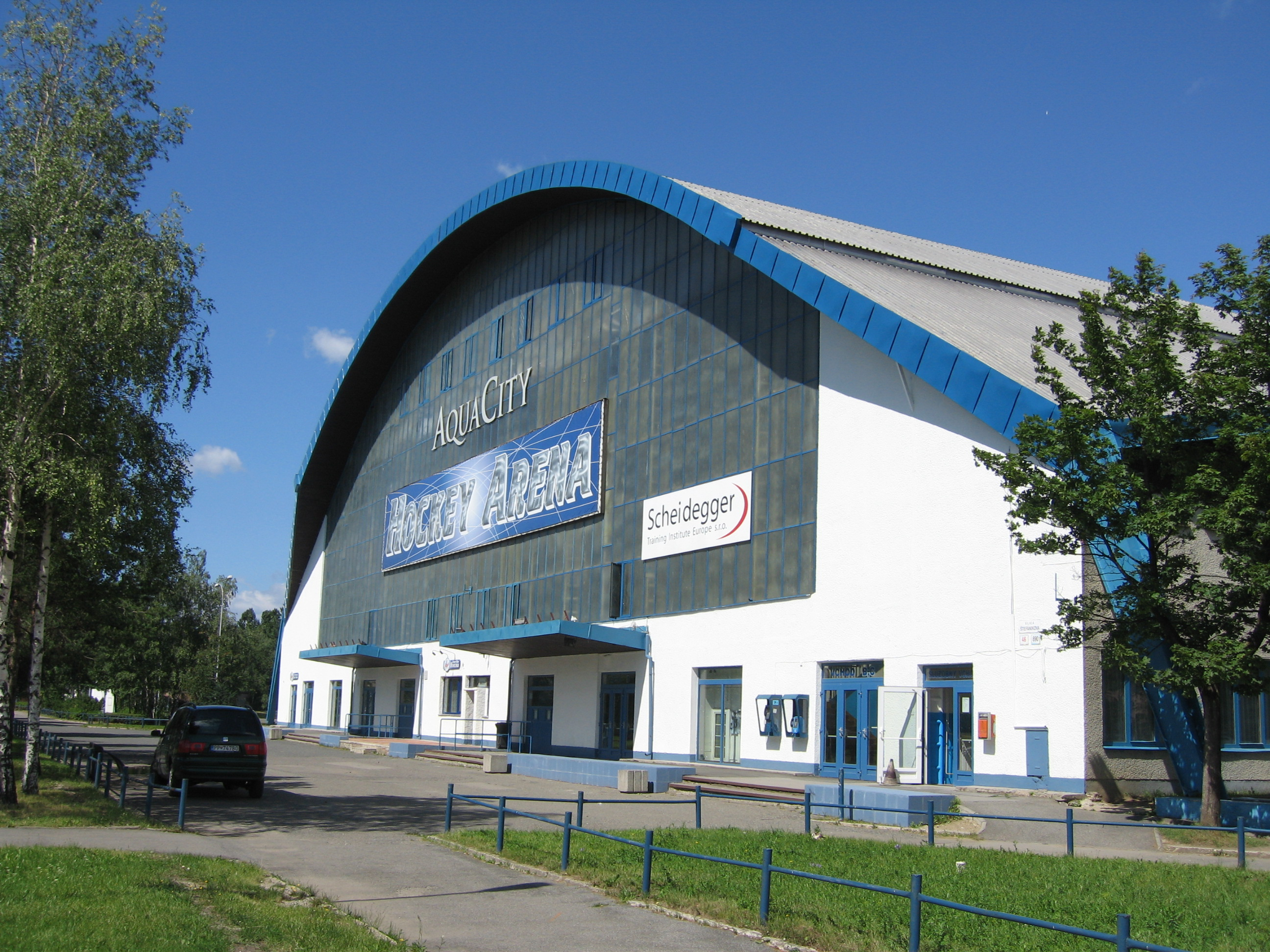
Az AquaCity Pikes stadionja, a Poprádi jégcsarnok

## Története
A klubot 2023-ban alapították a HK Poprad közvetlen betétcsapataként.

## Statisztikák
| Főszezon | Főszezon | Főszezon | Főszezon | Főszezon | Főszezon | Főszezon | Főszezon | Főszezon | Rájátszás                                 | Rájátszás                   | Rájátszás                   | Rájátszás                   |
| Szezon   | LM       | GY       | GY. H.   | V. H.    | V        | G        | P        | Helyezés | Nyolcaddöntő                              | Negyeddöntő                 | Elődöntő                    | Döntő                       |
| -------- | -------- | -------- | -------- | -------- | -------- | -------- | -------- | -------- | ----------------------------------------- | --------------------------- | --------------------------- | --------------------------- |
| 2022–23  | 46       | 18       | 3        | 2        | 23       | 138-152  | 62       | 11.      | Nem jutott be a rájátszásba               | Nem jutott be a rájátszásba | Nem jutott be a rájátszásba | Nem jutott be a rájátszásba |
| 2023–24  | 46       | 14       | 5        | 5        | 22       | 130-158  | 57       | 10.      | Vereség a Modré krídla Slovan ellen (1-3) | -                           | -                           | -                           |

## Játékoskeret

### Vezetőedző
- Ľubomír Hurtaj

### Kapusok
- #31 Štefan Valluš
- #41 Matej Hurčík
- #41 Miroslav Pisarčík
- #44 Juraj Beržinec
- #88 Eugen Rabčan
- #96 Maximilián Pajpách

### Védők
- #5 Alexander Zekucia
- #5 Richard Hodorovič
- #5 Marek Krmenčík
- #9 Mároš Mešár
- #12 Matej Tomas
- #16 Marcel Petran
- #17 Samuel Socha
- #17 Matej Novák
- #23 Dávid Božoň
- #28 Jakub Burzík
- #33 Matúš Lavička
- #54 Boris Česánek
- #71 Timotej Bodorik
- #74 Boris Brincko
- #81 Oliver Turan
- #98 Lukáš Lalík
- #98 Sebastián Nahálka

### Csatárok
- #8 Patrik Sokoli
- #11 Matej Kraut
- #11 Lukas Pohl
- #11 Adam Tužinský
- #18 Martin Przygodzki
- #19 Martin Králik
- #20 Peter Kundrík
- #21 Ján Chlepčok
- #21 Jakub Dlugolinský
- #25 Markus Suchý
- #28 Alex Šotek
- #34 Alexander Peresunko
- #38 Olexei Vorona
- #47 Dominik Jendek
- #55 Matúš Bodnár
- #60 Jakub Kylnar
- #66 Jakub Nespala
- #73 Martin Volko
- #74 Vladislav Kurovskyi
- #77 Matej Paločko
- #88 Adrián Valigura
- #89 Daniel Tkáč
- #91 Štefan Dlugoš